# Брига Новарезе
Брѝга Новарѐзе (на италиански: Briga Novarese; на пиемонтски: Briga ëd Noara, Брига ъд Ноара, на местен диалект: Briga, Брига) е малко градче и община в Северна Италия, провинция Новара, регион Пиемонт. Разположено е на 345 m надморска височина. Населението на общината е 3083 души (към 2010 г.).